# 1939年逝世人物列表
1939年逝世人物列表：1月 - 2月 - 3月 - 4月 - 5月 - 6月 - 7月 - 8月 - 9月 - 10月 - 11月 - 12月
下面是1939年逝世的知名人士列表。

## 1月

### 2日
- 罗曼·德莫夫斯基，波蘭政治家

### 4日
- 瑪麗·布萊克，加拿大圖書管理員和女權主義者

### 6日
- 古斯塔夫·澤姆加爾斯，拉脫維亞第二任總統

### 8日
- 美國作家、醫生、改革家查爾斯·伊士曼説明創立了美國童子軍

### 13日
- 亞瑟·巴克，美國罪犯，馬·巴克之子

### 14日
- 丹麦的瓦尔德马王子，丹麥國王克里斯蒂安九世和黑森-卡塞爾的露易絲最小的兒子。

### 15日
- 庫勒沃·曼納，芬蘭議會議長、FSWR總理和紅衛兵最高指揮官[1]

### 18日
- 伊萬·莫斯朱金，蘇聯演員

### 22日
- 利奧波德·伯恩哈德·伯恩施塔姆，蘇聯雕塑家

### 23日
- 馬蒂亞斯·辛德拉爾，奧地利足球運動員

### 24日
- 馬克西米利安·伯徹-本納，瑞士醫生、營養學家

### 25日
- 海倫·韋爾，美國女演員

### 28日
- 威廉·巴特勒·叶芝，愛爾蘭作家，1865年諾貝爾獎獲得者[2]

### 29日
- 喬治·溫伯格，紐約黑幫

## 2月

### 1日
- 勞倫斯·馬斯頓，美國演員、劇作家和電影導演

### 2日
- 弗拉基米尔·舒霍夫，俄羅斯工程師、博學家、科學家和建築師

### 3日
- 雅內茲·弗朗契謝克·格尼多維奇，南斯拉夫羅馬天主教神父和尊貴

### 4日
- 愛德華·薩丕爾，德裔美國人類學家、語言學家

### 5日
- 特蕾莎·馬涅，西班牙語教師、編輯和作家

### 6日
- 巴羅達的馬哈拉達薩亞吉拉奧·蓋克瓦德三世

### 9日
- 亨利·巴爾福，英國考古學家

### 10日
- 教皇庇護十一世
- 耶路撒冷宗主教托爾科姆·庫沙吉安

### 11日
- 法蘭茨·施密特，奧地利作曲家

### 12日
- 波滕西亞諾·格雷戈里奧，菲律賓音樂家
- 瑟倫·索倫森，丹麥化學家

### 13日
- 亞歷山大·漢密爾頓-戈登，英國將軍

### 15日
- 亨利·賈斯帕爾，比利時政治家，比利時第27任首相

### 16日
- 約瑟夫·莫羅德-盧森伯格，奧地利-義大利藝術家

### 18日
- 冈本加乃子，日本短歌詩人

### 22日
- 安東尼奧·馬查多，西班牙詩人[3]

### 23日
- 第五代布拉伯恩男爵邁克爾·納奇布爾，英國貴族，士兵

### 26日
- 伊萬·費德科，蘇聯陸軍司令
- 列万·米尔佐扬，亞塞拜然亞美尼亞共產黨官員

### 27日
- 娜杰日达·克鲁普斯卡娅，俄國馬克思主義革命家，弗拉基米爾·列寧的遺孀

## 3月

### 2日
- 霍華德·卡特，英國考古學家

### 3日
- 迪米特裡·傑羅塔，羅馬尼亞解剖學家、醫生

### 5日
- 赫伯特·蒙丁，英國演員

### 6日
- 吉內普羅·科奇，義大利羅馬天主教神父和上帝的僕人
- 米龙·克里斯泰亚，奧匈帝國出生的羅馬尼亞神職人員、政治家、牧師和羅馬尼亞第38任總理

### 7日
- 馬特維·伯曼，蘇聯情報官員

### 11日
- 威廉·米勒，澳大利亞多項運動運動員

### 13日
- 吕西安·列维-布留尔，法國社會學家、人類學家
- 奧托·拉恩（Otto Rahn），德國中世紀學家、阿裡奧哲學家和黨衛軍軍官

### 14日
- 阿戈斯蒂諾·博爾加托，義大利演員、導演

### 17日
- 魯弗斯·佩恩，非裔美國藍調音樂家

### 21日
- 艾薇兒·德·聖克魯瓦，法國作家、記者
- Evald Aav，愛沙尼亞作曲家和合唱團指揮

### 23日
- 阿卜杜勒·拉希姆·哈吉·穆罕默德，巴勒斯坦革命者

### 27日
- 斐迪南德·馮·誇斯特，德國將軍

### 28日
- 卡洛斯·曼努埃爾·德·塞斯佩德斯·克薩達，古巴外交官、政治家、作家和古巴第六任總統
- 馬里奧·勒托拉，1924年夏季奧運會義大利藝術體操運動員
- 弗朗西斯·馬修·約翰·貝克，澳大利亞政治家

### 29日
- 傑拉爾多·馬查多，古巴將軍，古巴第五任總統

### 31日
- 揚尼斯·桑加里迪斯，希臘將軍

## 4月

### 1日
- 安东·马卡连柯，蘇聯教育家、社會工作者和作家

### 3日
- 瓦列里·斯瓦韋克，波蘭政治家、共濟會成員、軍官、活動家，曾三次擔任波蘭總理

### 4日
- 伊拉克國王加齐·伊本·费萨尔
- 華金·加西亞·莫拉托，西班牙拳王牌

### 7日
- 约瑟夫·莱昂斯，澳大利亞第10任總理，塔斯馬尼亞州州長[4]

### 10日
- 彼得·巴頓，英國冰球運動員和管理員

### 15日
- 康斯坦丁·彼得羅維奇·格裡戈羅維奇，蘇聯工程師、教授

### 18日
- 伊什貝爾·漢密爾頓-戈登，亞伯丁和特邁爾的瑪律喬內斯，英國作家、慈善家
- 雨果·查理蒙，奧地利畫家

### 19日
- 盧西利奧·德·阿爾伯克基，巴西畫家
- 亞諾什·瓦薩里，匈牙利畫家和圖形藝術家[5]
- 亨利·斯蒂芬斯·索爾特，英國作家和社會改革活動家

### 20日
- 法蘭茲·薩爾瓦多，奧地利卡爾·薩爾瓦托大公和波旁-兩西西裡島的瑪麗亞·伊瑪科拉塔公主的兒子

### 22日
- 萊安德羅·坎帕納里，義大利指揮家、作曲家和小提琴家

### 25日
- 约翰·福尔兹，英國古典音樂作曲家
- 喬治·里卡德·科丁利，法國畫家

### 27日
- 何塞·戈拉，阿根廷演員

### 28日
- 奧地利大公利奧·卡爾

## 5月

### 1日
- 包蒂斯塔·萨韦德拉，玻利維亞第29任總統

### 2日
- 菲力浦斯·斯莫利，美國演員、導演

### 3日
- 威廉·格勒納，德國將軍

### 4日
- 詹姆斯·艾迪生·詹森，美國建築師

### 7日
- 弗朗切斯科·帕萊里，義大利神父和祝福

### 9日
- 希思夫人瑪麗，愛爾蘭飛行員

### 10日
- 詹姆斯·帕羅特，美國演員

### 13日
- 維克多·貝爾瑙，挪威演員、導演

### 14日
- 傑西·普萊斯，美國政治家，1914 年至 1919 年美國眾議院議員
- Dezső Varga，羅馬尼亞冰球運動員

### 18日
- 查理斯·德福裡斯特·錢德勒，美國軍事飛行員
- 唐聚五，中國國民革命軍將領

### 19日
- 艾哈邁德·阿奧格魯，土耳其政治家、作家和作家

### 20日
- 約瑟夫·卡爾，美國國家橄欖球聯盟第二任主席
- 亞歷山德拉·切瓦諾娃，捷克斯洛伐克女高音

### 22日
- 恩斯特·托勒爾，德國劇作家、共產主義政治家

### 23日
- 威特默·斯通，美國鳥類學家、植物學家

### 24日
- 亞歷山大·布魯克納，德國學者

### 25日
- 阿爾瓦羅·卡薩諾瓦·讚特諾，智利畫家
- 弗兰克·沃生·戴森，英國天文學家

### 27日
- 阿爾弗雷德·坎寧安，美國飛行員，美國海軍陸戰隊第一位飛行員
- 約瑟夫·羅斯，奧地利作家

### 29日
- 烏爾蘇拉·萊多喬斯卡，波蘭羅馬天主教宗教人士和聖人

### 30日
- 弗洛德·羅伯茨，美國賽車手

## 6月

### 4日
- 湯米·拉德尼爾，美國爵士小號手

### 6日
- 喬治·福塞特，美國演員
- 康斯坦丁·諾伊，梅格萊諾-羅馬尼亞編輯兼教授[6]

### 9日
- 歐文·摩爾，愛爾蘭出生的美國演員

### 13日
- 卡爾·加爾，奧地利摩托車賽車手

### 16日
- 奇克·韋伯，美國音樂家[7]

### 17日
- 歐根·魏德曼，德國連環殺手，最後一個在法國被公開處決的人

### 19日
- 格蕾絲·阿博特，美國社會工作者、活動家

### 22日
- 班傑明·塔克，美國無政府主義者[8]

### 23日
- 歐內斯特·亞歷山大·克魯克香克，加拿大將軍

### 25日
- 理查·西曼，英國賽車手[9]

### 26日
- 福特·馬多克斯·福特，英國作家[10]

### 27日
- 瑪格麗特·坎貝爾，美國女演員

### 28日
- 鮑比·弗農，美國演員
- 哈裡·萊昂·威爾遜，美國小說家和戲劇家

### 30日
- 愛德華多·洛佩茲·布斯塔曼特，委內瑞拉詩人、律師和記者

## 7月

### 1日
- 路易士·大衛斯，荷蘭演員、歌手、喜劇演員和歌劇藝術家

### 3日
- 胡安·何塞·加拉特，西班牙畫家

### 4日
- 路易斯·韋恩，英國藝術家[11]

### 5日
- 薩摩亞國王馬列托亞·塔努馬菲利一世

### 7日
- 迪肯·懷特，美國棒球運動員，美國職業棒球大聯盟名人堂成員

### 8日
- 哈夫洛克·埃利斯，英國性學家[12]
- 安娜·帕普里茨，德國作家，女權主義者

### 9日
- 卡洛·基奧斯特裡，義大利畫家
- 阿爾方斯·勞倫西奇，法國畫家、建築師

### 11日
- 斯蒂利揚·科瓦喬夫，保加利亞將軍

### 14日
- 阿爾豐斯·慕夏，捷克畫家、裝飾藝術家

### 17日
- 瑪麗亞·德爾·卡門·岡薩雷斯-瓦萊里奧，西班牙羅馬天主教聖人

### 19日
- 羅斯·哈特威克·索普，美國詩人

### 20日
- 裘蒂·芝加哥，美國女權主義藝術家[13]
- 約瑟夫·門德斯·達·科斯塔，荷蘭雕塑家

### 21日
- 安布羅斯·沃拉德，法國藝術品轉銷商

### 23日
- 傑克·達菲，美國演員

### 26日
- 威廉·麥凱，美國藝術家

### 27日
- 斯坦尼斯瓦夫·巴欽斯基，波蘭作家、記者和士兵

## 8月

### 2日
- 哈威·斯賓塞·路易斯，美國神秘主義者

### 6日
- 穆罕默德·埃明·喬拉科格魯，土耳其陸軍上將
- 夢露·鄧納威·安德森，安德森，克萊頓公司的美國創始人；“德克薩斯醫療中心之父”
- Arthur Rackham，英國書籍插畫家

### 10日
- 卡洛·加林贝蒂，義大利奧運舉重運動員

### 11日
- 讓·布加迪，德國汽車設計師

### 12日
- 歐拉利奧·古鐵雷斯，墨西哥總統

### 23日
- 西德尼·霍華德，美國作家[14]
- 赫爾曼·布希，玻利維亞第36任總統

### 25日
- 亞瑟·阿斯奎斯，英國將軍

### 26日
- 魯本·岡薩雷斯·卡德納斯，委內瑞拉律師

### 29日
- 瑪爾特·德·弗洛裡安，法國畫家

### 31日
- 理查·鮑文斯·范德博伊恩，法國建築師
- Wilhelm Bölsche，德國作家、編輯和公關人員

## 9月

### 6日
- 亞瑟·拉克姆，英國藝術家[15]

### 8日
- 斯瓦米·阿貝達南達，印度神秘主義者

### 10日
- 威廉·弗里茨·馮·羅蒂格，德國武裝黨衛軍將軍，二戰期間第一位陣亡將軍

### 12日
- 費奧多爾·拉斯柯爾尼科夫，蘇聯革命家、作家、記者、海軍司令和外交官（遇刺）
- 埃利奧多羅·維拉松，玻利維亞第27任總統

### 16日
- 尼古拉斯·特裡安塔菲拉科斯，希臘總理
- 奧托·威爾斯，德國政治家，德國社會民主黨 主席

### 18日
- 斯坦尼斯瓦夫·伊格纳齐·维特凯维奇，波蘭作家、畫家
- 查理斯·施瓦布，美國鋼鐵大亨

### 20日
- 保羅·布魯切西，加拿大主教
- 赫爾曼·布倫，德國數學家
- 安德魯·克勞德·德拉切羅伊·克羅梅林，法國天文學家

### 21日
- 阿爾芒·切利內斯庫，羅馬尼亞經濟學家、政治家和羅馬尼亞第39任總理

### 22日
- 米科瓦伊·博烏圖奇，波蘭陸軍上將（陣亡）
- 約瑟夫·奧爾西納-維爾欽斯基，波蘭將軍
- 維爾納·馮·弗里奇，德國將軍（陣亡）

### 23日
- 西格蒙德·弗洛伊德，奧地利精神分析學家
- 尤金紐什·卡齊米羅夫斯基，波蘭畫家
- 弗朗西斯科·莱昂·德拉巴拉，墨西哥外交官、政治人物和墨西哥代理總統[16]

### 24日
- 黑山王儲達尼洛
- 卡尔·拉姆勒，德國電影製片人

## 10月

### 2日
- 埃德加·拉撒路，美國建築師

### 3日
- 費伊·鄧普頓，美國音樂喜劇明星

### 6日
- 朱利奧·加沃蒂，義大利飛行員

### 7日
- 哈威·庫欣，美國神經外科醫生

### 8日
- 古斯塔夫·亨里克森，挪威行政長官

### 9日
- 安娜·圖辛斯基，但澤世界語者[17]

### 13日
- 福特·斯特林，美國演員

### 14日
- 埃米莉·瑪麗·布肖，法國女演員

### 23日
- 讚恩·格雷，美國作家
- 廖磊，中國國民革命軍將領

### 28日
- 愛麗絲·布雷迪，美國女演員

### 30日
- 卡洛斯·德·瓦爾迪斯，秘魯演員

### 31日
- 阿尔布雷希特，德國陸軍元帥
- 奥托·兰克，奧地利精神分析學家

## 11月

### 1日
- 卡爾曼·達拉尼，匈牙利第31任總理

### 4日
- 珀西·道格拉斯，英國格雷厄姆陸地探險隊顧問委員會主席
- 马相伯，中國耶穌會神父和祝福

### 7日
- 克爾斯蒂·索奧尼奧，芬蘭女演員

### 10日
- 夏洛特·德斯帕德，盎格魯-愛爾蘭女權主義者、社會主義者、和平主義者、新芬黨活動家和小說家[18]

### 11日
- 阿利賈·科托夫斯卡，波蘭羅馬天主教修女、殉道者和祝福者

### 12日
- 白求恩，加拿大人道主義者

### 13日
- 露易絲·韋伯，美國女演員[19]

### 15日
- 普拉頓·伊萬諾維奇·伊萬諾夫，蘇聯出生的芬蘭公務員

### 16日
- 帕爾馬公爵恩里克一世

### 17日
- 奥雷利奥·莫斯克拉，厄瓜多政治家，厄瓜多第25任總統

### 21日
- 埃米爾·蓋普拉特，法國海軍上將[20]

### 22日
- 布干達國王多迪·誇二世

### 24日
- 約翰·哈倫，美國演員

### 28日
- 詹姆斯·奈史密斯，加拿大籃球發明者[21]，享年78歲。[22]

### 29日
- 歐根·科利斯科，奧地利出生的德國醫生、教育家
- 約瑟夫·克拉斯諾奧爾斯基，波蘭畫家
- 菲力浦·謝德曼，德國政治家，德國第11任總理

## 12月

### 3日
- 路易絲公主，維多利亞女王的第二個小女兒

### 5日
- 聖地牙哥·伊格萊西亞斯，波多黎各政治家

### 8日
- 阿利蒙多·錢皮，義大利雕塑家
- 讓·格雷夫，法國無政府主義者

### 12日
- 范朋克，美國演員，小道格拉斯·費爾班克斯的父親

### 14日
- 海倫·克勒勒-穆勒，荷蘭博物館創始人和藝術收藏家[23]

### 16日
- 胡安·德莫斯泰內斯·阿羅塞梅納，巴拿馬第18任總統

### 18日
- 布魯諾·利耶福斯，瑞典藝術家

### 19日
- 德米特裡·格雷夫，蘇聯數學家
- 雷金納德·尼科爾森，美國海軍上將

### 20日
- 汉斯·朗斯多夫，德國海軍軍官（自殺）

### 22日
- 馬雷尼，非裔美國藍調歌手

### 23日
- 安东尼·福克，荷蘭出生的美國飛機製造商
- 馬克西姆·勞博夫，法國海事工程師

### 24日
- 沃爾特·戈登，德國物理學家

### 25日
- 伊萬·德米特裡耶維奇·鮑里索夫，蘇聯飛機飛行員

### 27日
- 里納爾多·庫內奧，美國藝術家（“舊金山畫家”）

### 31日
- 弗蘭克·本森，英國演員